# Fabienne Colling
Fabienne Colling (Sankt Vith, 28 september 1985) is een Belgisch Duitstalig politica voor Ecolo.

## Biografie
Colling, die van Luxemburgse afkomst is, studeerde in 2007 af als master in de communicatiewetenschappen aan de UCL. Van 2007 tot 2009 was ze Management Trainee bij de bank BNP Paribas en van 2009 tot 2015 stichtend zaakvoerster van een communicatie- en contentmarketingbureau. Sinds 2015 is ze zelfstandig adviseur rond online marketing en sinds 2016 stichtend zaakvoerster van Touchpoints, een vzw die personen met een migratieachtergrond begeleidt bij de oprichting van ondernemingen in Luxemburg. Ook werd ze vanaf 2018 opleidster bij de Luxemburgse Kamer van Koophandel en vanaf 2023 lid van de adviescommissie voor ondernemen met een sociale impact van het Luxemburgse ministerie van Werk.
In 2019 trad Colling toe tot de partij Ecolo en sinds maart 2023 is ze co-voorzitter van de regionale Ecolo-afdeling van de Duitstalige Gemeenschap. Daarnaast zetelde ze voor de partij van 2023 tot 2024 in de raad van bestuur van de Duitstalige openbare omroep BRF. 
Als lijsttrekker voor haar partij werd Fabienne Colling bij de Duitstalige Gemeenschapsverkiezingen van juni 2024 verkozen in het Parlement van de Duitstalige Gemeenschap. 